# Okaplateau
Het Okaplateau (Russisch: Окинское плато; Okinskoje plato) is een plateau in de Oostelijke Sajan, gelegen in het district Okinski van de Russische autonome republiek Boerjatië, op ongeveer 200 kilometer ten west-noordwesten van het Baikalmeer. Er bevindt zich een groep van vier kleine basaltische sintelkegels; de Kropotkin (2077 meter; relatieve hoogte: 90 meter), Peretoltsjin (2050), Pertolitsjina (2050 meter) en Stary (2030 meter).
In het postglaciaal vond een uitbarsting plaats, waarbij een lavastroom 75 kilometer de loop van de rivier de Zjom-Bolok volgde en een erosievallei opvulde in een oudere stroom (gedateerd op 10.000 tot 2.000 v. Chr.). De Kropotkin en Peretoltsjin barsten later ook uit. De Stary dateert uit het Holoceen.
Aan de andere zijde van de Bolsjoj Sajan bevindt zich nog een vulkanisch gebied, het Todzjabekken.